# New Zealand Open 1979
Il New Zealand Open 1979 è stato un torneo di tennis giocato sul cemento.
È stata la 23ª edizione dell'Auckland Open,che fa parte del Colgate-Palmolive Grand Prix 1979. Si è giocato all'ASB Tennis Centre di Auckland in Nuova Zelanda, dal 2 all'8 gennaio 1979.

## Campioni

### Singolare
Tim Wilkison ha battuto in finale  Peter Feigl con il punteggio di 6–3, 4–6, 6–4, 2–6, 6–2

### Doppio
Bernard Mitton /  Kim Warwick hanno battuto in finale  Andrew Jarrett /  Jonathan Smith con il punteggio di 6–3, 2–6, 6–3